# Água Vermelha
Água Vermelha é um distrito do município brasileiro de São Carlos, no interior do estado de São Paulo.

## História

### Origem
O distrito de Água Vermelha surgiu no final do século XIX, na rota da expansão ao sertão paulista, servindo como entreposto para os viajantes que passavam pela região ou que vinham trabalhar nas fazendas de café.
Com a chegada do ramal ferroviário construído pela Companhia Paulista de Estradas de Ferro e a inauguração da estação ferroviária em 01/04/1892, o povoado ganhou mais destaque como entreposto comercial. Ligado à estação de São Carlos, o ramal servia para o embarque do café produzido pelas fazendas da região. Em dezembro de 1962 o ramal foi desativado e os trilhos retirados até o final de 1964.

Croqui da área urbana original.

### Formação administrativa
- Distrito criado pela Lei n° 233 de 24/12/1948, com o povoado do mesmo nome mais terras do distrito sede de São Carlos[5][6].

## Geografia

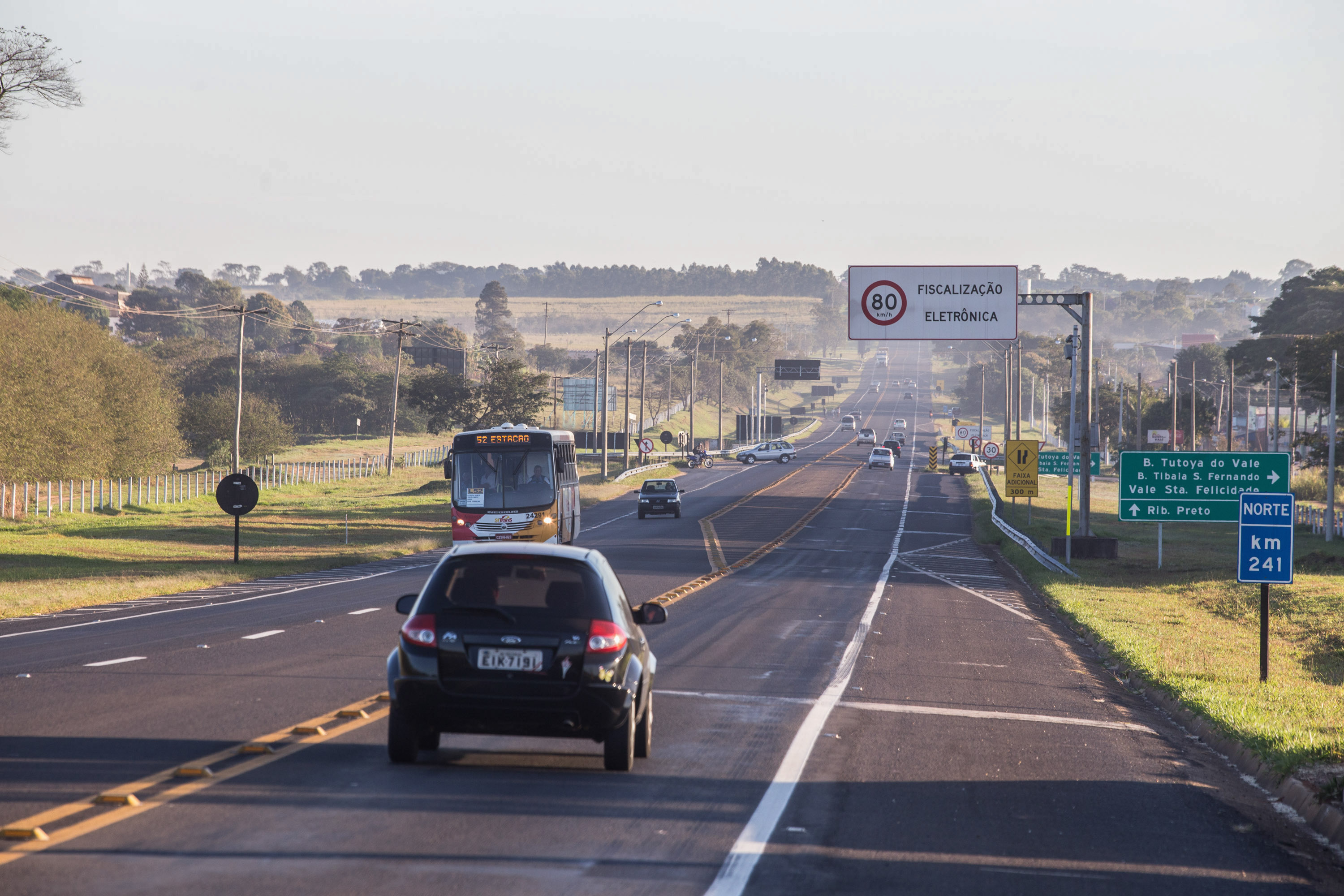
SP-318 sentido Água Vermelha.

### Demografia

#### População urbana
| Crescimento população urbana | Crescimento população urbana | Crescimento população urbana | Crescimento população urbana |
| Censo                        | Pop.                         |                              | %±                           |
| ---------------------------- | ---------------------------- | ---------------------------- | ---------------------------- |
| 1950                         | 186                          |                              | —                            |
| 1960                         | 148                          |                              | −20,4%                       |
| 1970                         | 178                          |                              | 20,3%                        |
| 1980                         | 212                          |                              | 19,1%                        |
| 1991                         | 446                          |                              | 110,4%                       |
| 2000                         | 660                          |                              | 48,0%                        |
| 2010                         | 796                          |                              | 20,6%                        |
| Fonte: IBGE e Fundação SEADE |                              |                              |                              |

#### População total
Pelo Censo 2010 (IBGE) a população total do distrito era de 4 456 habitantes.

### Área territorial
A área territorial do distrito é de 173,029 km².

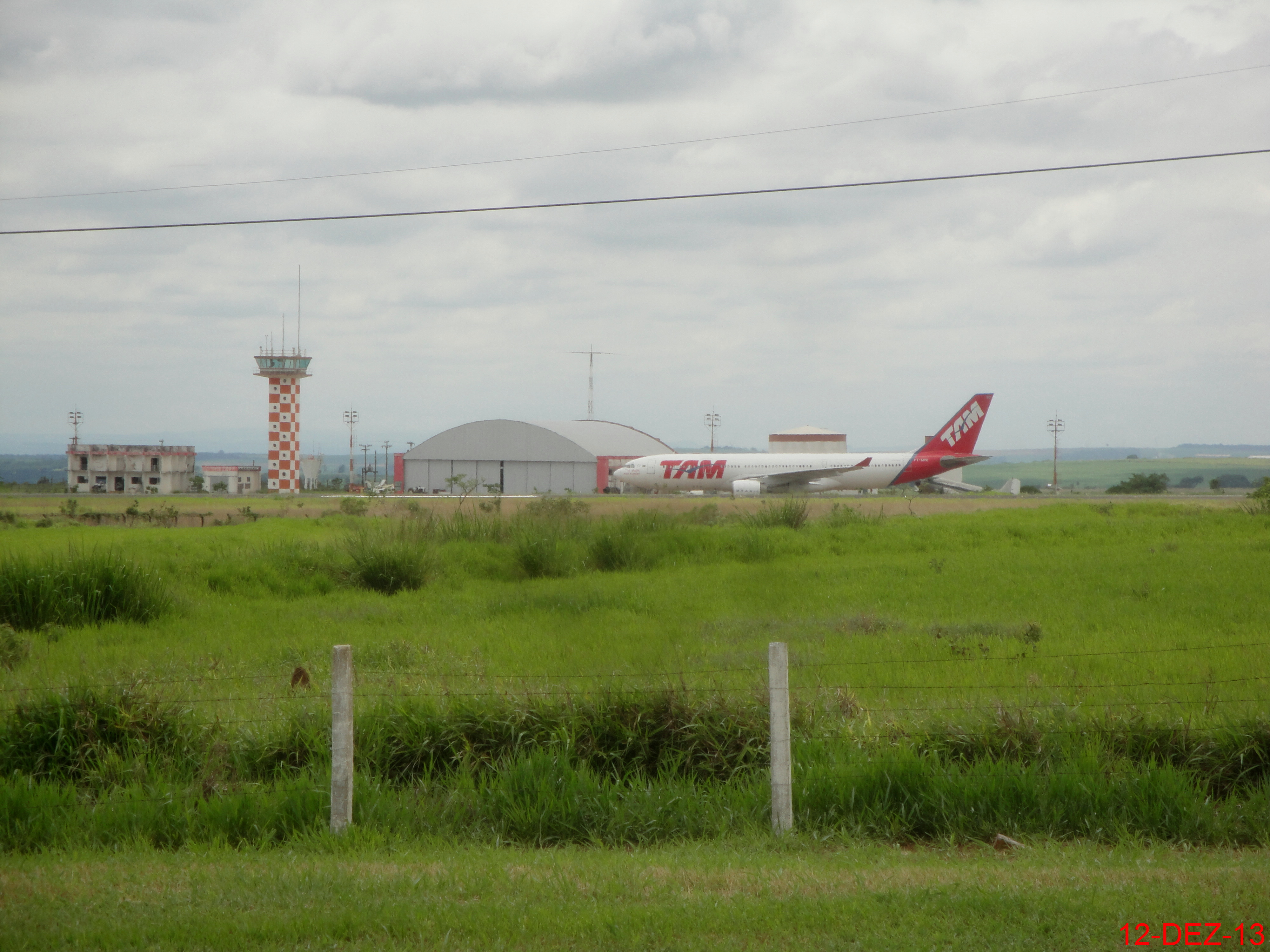
Aeroporto de São Carlos visto da SP-318.

### Aeroporto
É no distrito que estão instalados o Aeroporto Internacional de São Carlos e o LATAM MRO, centro de manutenção de aeronaves da LATAM Airlines Brasil.

### Rodovias
O distrito está localizado 12 km ao norte de São Carlos, sendo que o acesso principal fica no km 245,5 da Rodovia Eng. Thales de Lorena Peixoto Júnior (SP-318).

### Hidrografia
- Ribeirão dos Negros, afluente do Rio do Quilombo.

## Serviços públicos

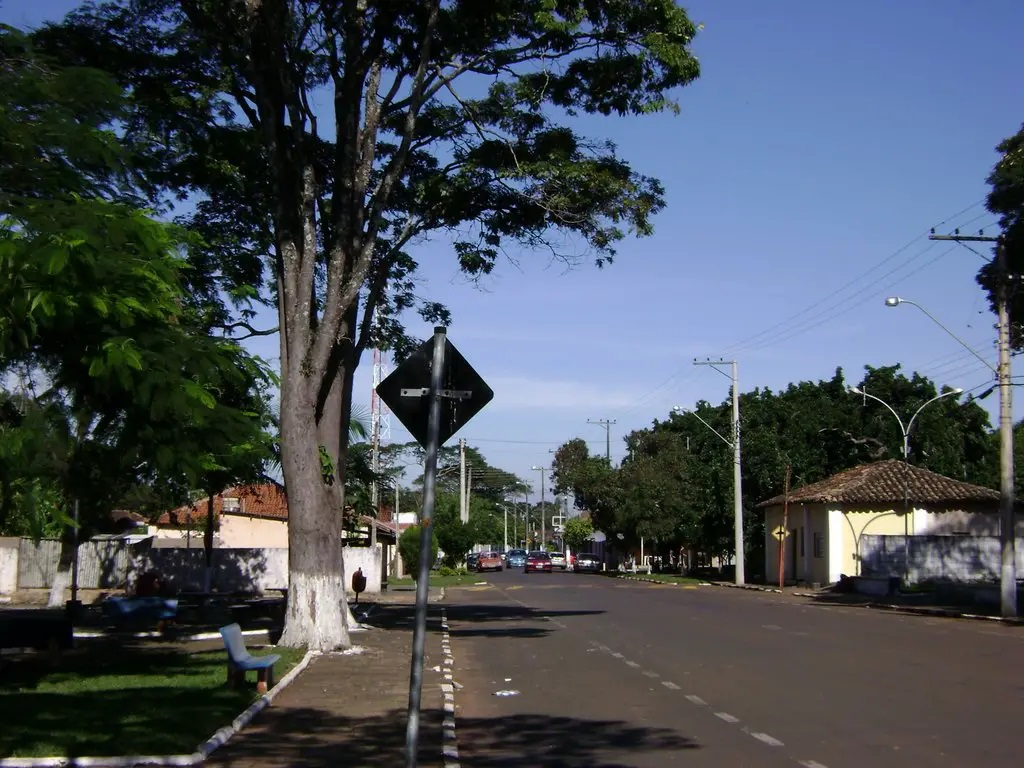
Aspecto local.

### Registro civil
Atualmente é feito no próprio distrito, pois o Cartório de Registro Civil das Pessoas Naturais ainda continua ativo. Os primeiros registros dos eventos vitais realizados neste cartório são:

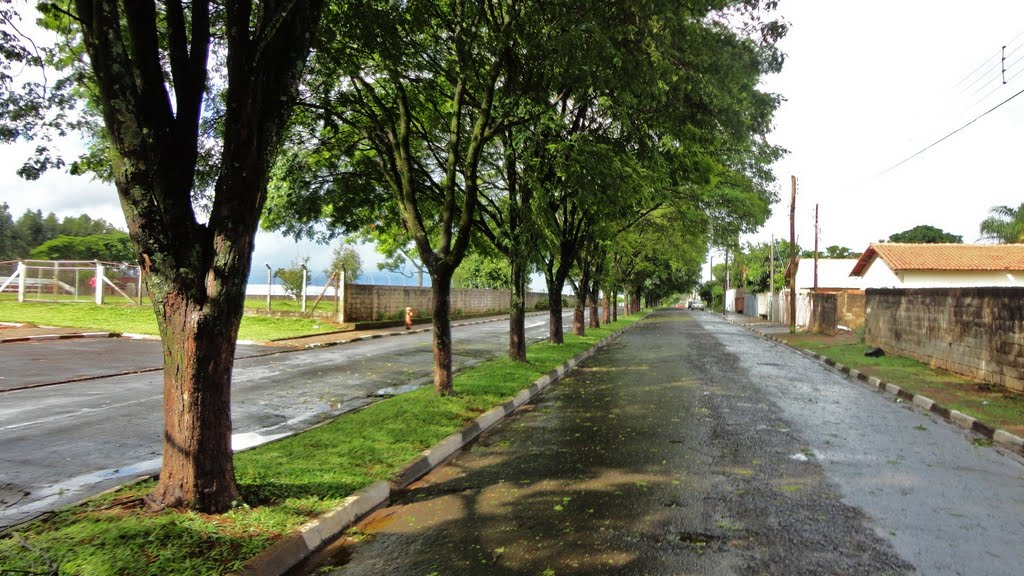
Aspecto local.

- Nascimento: 04/07/1953
- Casamento: 12/09/1953
- Óbito: 12/10/1953

### Saneamento
O serviço de abastecimento de água é feito pelo Serviço Autônomo de Água e Esgoto (SAAE).

### Energia
A responsável pelo abastecimento de energia elétrica é a CPFL Paulista, distribuidora do Grupo CPFL Energia.

### Telecomunicações
O distrito era atendido pela Telecomunicações de São Paulo (TELESP), que inaugurou em 1985 a central telefônica utilizada até os dias atuais. Em 1998 esta empresa foi vendida para a Telefônica, que em 2012 adotou a marca Vivo para suas operações.

## Atrações turísticas

### Museu TAM

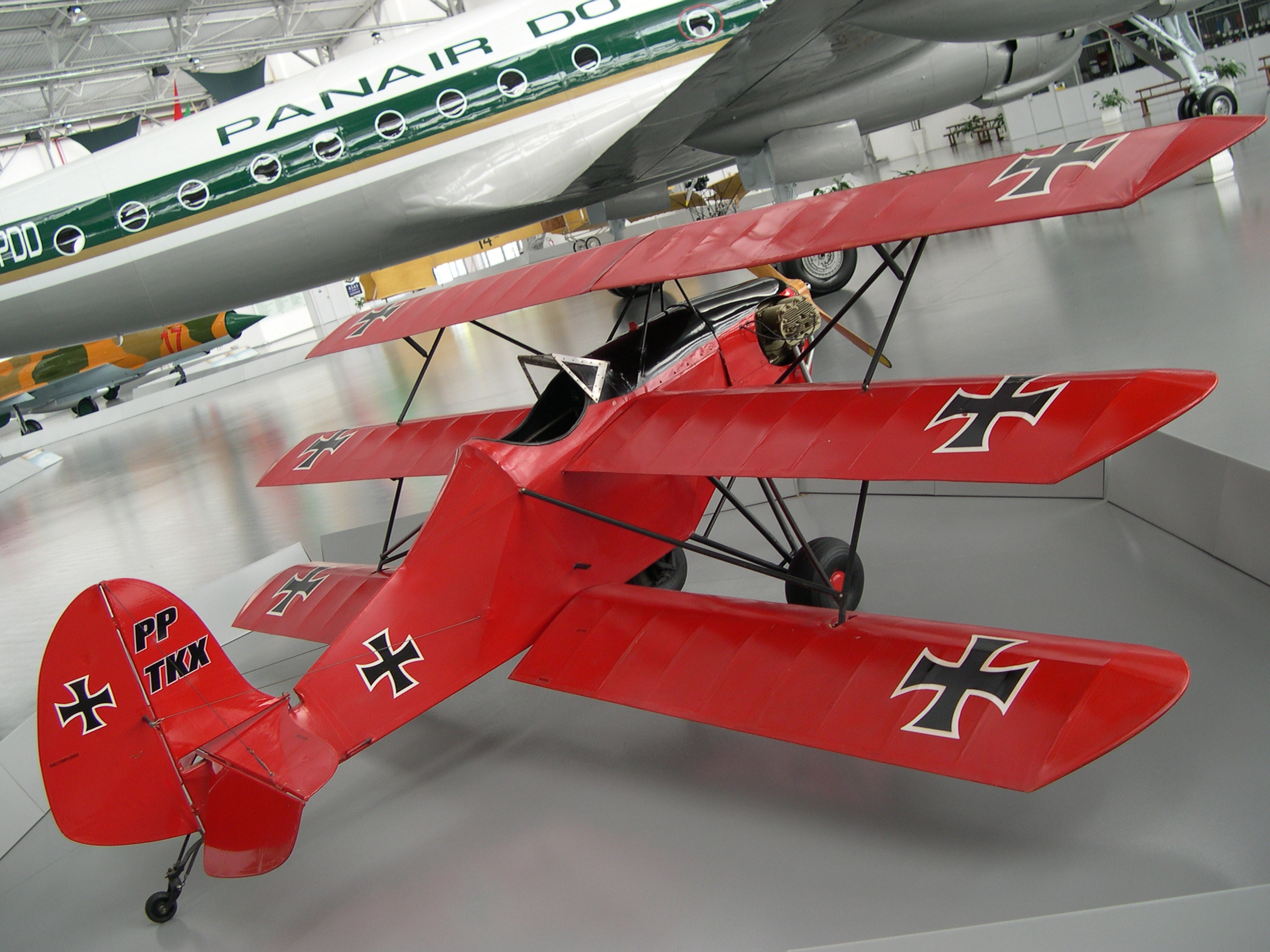
Uma das aeronaves do acervo.

O Museu TAM, anteriormente denominado Museu Asas de um Sonho, era o maior museu de aviação do mundo mantido por uma companhia aérea privada, com mais de 100 aeronaves, até ser desativado em 2016. No início de 2023 foi anunciado que iria ser reaberto ao público, mas até o momento está sem previsão de reabertura.

### Represa 29
A Represa 29, conhecida também como Balneário 29, é um local muito visitado no município, principalmente para pesca, lazer e prática de esportes náuticos, além de ser ponto de encontro de jipeiros, ciclistas e motoqueiros que aproveitam o ambiente offroad da região. Ela é formada pelo represamento do Ribeirão dos Negros, onde está instalada a Usina Hidrelétrica Capão Preto.

### Ecoturismo
A questão ecológica é o principal ponto de investimento turístico na região. O ecoturismo tem atraído muitos visitantes, principalmente pela iniciativa da Estância Ecológica Vale do Quilombo que tem como sede uma antiga fazenda de café, a Argentina. O investimento principal deste grupo está nos esportes rurais e passeios ecológicos.
A posição estratégica do distrito, entre São Carlos e Santa Eudóxia, ainda garante a passagem de muitos turistas que seguem rumo às fazendas mais ao norte que atraem por seu potencial histórico.

### Festas
Outro destaque do distrito é a Festa do Milho, que acontece todos os anos em abril, já há alguns anos que atrai não só a população local, mas também das regiões vizinhas.

## Religião

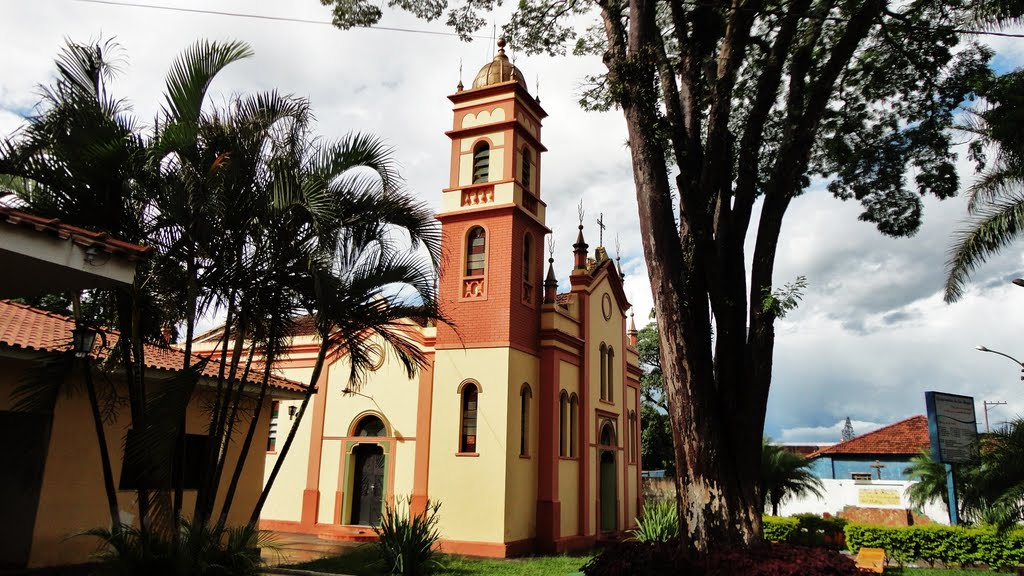
Igreja.

O Cristianismo se faz presente no distrito da seguinte forma:

### Igreja Católica
- Paróquia São Roque, instituição filantrópica que mantém regularmente inúmeras atividades atendendo o distrito e adjacências. Faz parte da Diocese de São Carlos[23].

### Igrejas Evangélicas
- Congregação Cristã no Brasil[24].